# Battaglia della Route Coloniale 4
La battaglia della Route Coloniale 4 (nota come Chiến dịch Biên giới o "campagna di frontiera" in vietnamita) è stata una battaglia della guerra d'Indocina. Ebbe luogo tra il settembre e l'ottobre del 1950 lungo la Route Coloniale 4 (RC4), una strada utilizzata dalle truppe francesi per rifornire la base di Cao Bằng. Il traffico di rifornimenti era già stato attaccato delle forze Viet Minh in una serie di imboscate tra il 1947 ed il 1949.
L'obiettivo dei Viet Minh durante la campagna di frontiera del 1950 era di ottenere il controllo della zona di frontiera con la Cina per facilitare il passaggio di materiali dalla vittoriosa Repubblica Popolare Cinese, stabilita l'anno precedente. Fu anche una occasione per le forze vietnamite di mettere alla prova nuove tattiche in uno scontro su larga scala.
La battaglia iniziò il 30 settembre 1950 e terminò il 18 ottobre seguente con una sconfitta francese. Varie unità dell'esercito francese, inclusi alcuni battaglioni della Legione straniera subirono perdite molto pesanti venendo praticamente distrutte.